# Ice Cold (singolo)
Ice Cold è un singolo del rapper statunitense Lil Tjay, pubblicato il 1º maggio 2020.

## Tracce
1. Ice Cold – 3:19